# Vierge à l'Enfant avec trois saints
Vierge à l'Enfant avec trois saints est un tableau du peintre italien Andrea Mantegna réalisé vers 1485-1490. Cette huile sur toile est une Madone montrant Marie et l'Enfant Jésus joue contre joue, avec derrière elle à gauche une femme, sans doute Marie Madeleine, tandis qu'à droite Joseph se tient devant un autre saint à peine visible, de profil, tous apparaissant en isocéphalie. L'œuvre est conservée au musée Jacquemart-André, à Paris, en France.